# Bill Paterson (Fußballspieler, 1930)
Bill Paterson (* 25. Februar 1930 in Kinlochleven; † 9. November 2002 in Inverness) war ein schottischer Fußballspieler und -trainer.

## Karriere

### Vereine
Paterson begann in Inverness beim dort ansässigen Caledonian FC mit dem Fußballspielen und setzte es in Newark-on-Trent bei Ransome & Marles bis 1950 fort. Danach veränderte er sich nach Doncaster und spielte für die dort ansässigen Doncaster Rovers, die zur Saison 1950/51 in die Football League Second Division aufgestiegen waren. Er blieb in dieser Spielklasse bis Saisonende 1953/54, bevor er zu Newcastle United wechselte und damit auch in die Football League First Division.
Von 1954 bis 1958 war er mit seiner Mannschaft in dieser Spielklasse vertreten und gewann mit ihr am 7. Mai 1955 im Wembley-Stadion vor 100.000 Zuschauern mit dem 3:1-Sieg über Manchester City den nationalen Vereinspokal.
Von 1958 bis 1962 spielte er erstmals für einen schottischen Verein – insgesamt 67 Mal für die Glasgow Rangers in der Scottish Football League Division One; er trug zu jeweils zwei Meisterschaften und Ligapokalerfolgen bei, wie auch zu einem Gewinn des nationalen Vereinspokals. Zudem gelangte er mit seiner Mannschaft ins in Hin- und Rückspiel ausgetragene Finale um den Europapokal der Pokalsieger 1960/61. Bei der Finalpremiere des Wettbewerbs wurden beide Spiele gegen den AC Florenz mit 0:2 im Ibrox Park und mit 1:2 im Stadio Comunale verloren; in sechs Spielen zuvor hatte er Anteil daran. Im Wettbewerb um den Europapokal der Landesmeister wurde er 1959/60 und 1961/62, in jeweils in fünf Spielen eingesetzt. Mit dem Erreichen des Halbfinales, das nach Hin- und Rückspiel im Gesamtergebnis mit 4:12 gegen Eintracht Frankfurt verloren wurde, kam er in diesem Wettbewerb am weitesten.
Von Juni bis Ende November 1962 gehörte er dem schottischen Zweitligisten Greenock Morton an, bevor er im Dezember 1962 zu Cheltenham Town gewechselt, für diesen bis Ende November 1963 in der Southern Football League spielte.
Von 1963 bis 1965 war er beim unterklassigen Caledonian FC als Spielertrainer aktiv, bevor er – auch in dieser Personalunion – seine aktive Karriere beim kanadischen Verein Primo Hamilton Soccer Club (bis 1964 Hamilton Steelers) nach zwei Spielzeiten in der Eastern Canada Professional Soccer League 1966 in Ontario ausklingen ließ.

### Nationalmannschaft
Paterson bestritt am 3. März 1954 im Roker Park von Sunderland sein einziges internationales Auswahlspiel. Mit der B-Nationalmannschaft hatte er ein 1:1-Unentschieden gegen die B-Nationalmannschaft Englands erkämpft.

## Erfolge
Newcastle United
- FA-Cup-Sieger: 1954/55

Glasgow Rangers
- Finalist im Europapokal der Pokalsieger 1960/61
- Schottischer Meister: 1958/59, 1960/61
- Schottischer Pokalsieger: 1961/62
- Schottischer Ligapokalsieger: 1960/61, 1961/62